# ポンテッバナ線
ポンテッバナ線（イタリア語: Ferrovia Pontebbana）は、イタリア鉄道の鉄道路線の名称である。路線番号は15。
イタリア北東部のフリウリ＝ヴェネツィア・ジュリア州ウーディネ県内を走る路線で、県都ウーディネと、オーストリア国境のタルヴィージオとを結び、オーストリア連邦鉄道のルドルフ線と接続している。この路線は、ウィーンとヴェネツィアを結ぶ国際列車（ユーロシティ）の経路となっている。

## 運行形態

### 寝台特急「ユーロナイト(EN)」
下記2系統が、それぞれ一日1往復ずつ運行されている。
- ウィーン - タルヴィジオ - ウディネ - ヴェネツィア
アーノルドシュタイン以北はオーストリア国鉄670号線経由で220号線に、ウディネ以西はイタリア鉄道14号線に直通する。
- ウィーン - タルヴィジオ - ウディネ - ローマ
アーノルドシュタイン以北はオーストリア国鉄670号線経由で601号線に、ウディネ以西はイタリア鉄道14号線に直通する。

### 特急「ユーロシティ(EC)」
ヴィーン - タルヴィジオ - ウディネ - ヴェネツィア間に、一日1往復運行する。アーノルドシュタイン以北はオーストリア国鉄670号線経由で601号線に、ウディネ以西はイタリア鉄道14号線に直通する。

### 快速「トレノ・レジョナレ・ヴェロチェ(RV)」
平日は、トリエステ - チェルヴィニャノ - ウディネ間に1往復、トリエステ → チェルヴィニャノ → カルニア間に片道2本運行する。休日は、ウディネ - タルヴィジオ間に1往復、トリエステ → チェルヴィニャノ → タルヴィジオ間に片道1本運行する。土曜日は運休。チェルヴィニャノ以南は13号線に直通する。

### 普通「トレノ・レジョナレ(R)」
平日の場合、一日あたり、トリエステ - チェルヴィニャノ - ウディネ間は8.5往復、ウディネ - カルニア間は11.5往復、カルニア - タルヴィジオ間は5往復の運行。土曜日・休日は運行本数が少なく、休日の場合、トリエステ → チェルヴィニャノ → ウディネ間は片道のみ3本（モンファルコネ - ウディネ間ノンストップ）、ウディネ - カルニア間3～5往復、カルニア - タルヴィジオ間2～4往復の運行となる。さらに、大部分が快速運転のため、ウディネ - ジェモナ間の中間駅は一日1往復しか停車しない。
なお、フィラハ直通便は「ミコトラ号」の愛称がつけられており、全便がウディネ - ジェモナ間ノンストップで運行する。また、オーストリア国内は快速として運行される。テアル・マグラーンは原則通過していたが、2019年は夏季限定で一日1往復、2021年頃より全便が停車する様になった。

## 駅一覧
- 種別
  - EN：寝台特急「ユーロナイト」
  - EC：特急「ユーロシティ」
  - RV：快速「トレノ・レジョナレ・ヴェロチェ」
  - R：普通「トレノ・レジョナレ」
- 停車駅
  - ■印：全列車停車
  - ●印：一部通過
  - ○印：一部停車
  - ｜印：全列車通過

| 路線名 | 駅名                                   | 駅間営業キロ | 累計営業キロ | EN | EC | RV | R | 接続路線                | 所在地                             | 所在地               |
| ------ | -------------------------------------- | ------------ | ------------ | -- | -- | -- | - | ----------------------- | ---------------------------------- | -------------------- |
| 15     | チェルヴィニャノ・アキレイア・グラド駅 | -            | 28.3         |    |    | ■  | ● | 13号線                  | フリウリ＝ヴェネツィア・ジュリア州 | ウーディネ県         |
| 15     | パルアノヴァ駅                         | 10.4         | 17.9         |    |    | ■  | ● |                         | フリウリ＝ヴェネツィア・ジュリア州 | ウーディネ県         |
| 15     | ウディネ駅                             | 17.9         | 0.0          | ●  | ■  | ■  | ■ | イタリア鉄道14号線      | フリウリ＝ヴェネツィア・ジュリア州 | ウーディネ県         |
| 15     | トリチェジモ・サン・ペラジョ駅         | 12.0         | 12.0         | ｜ | ｜ | ｜ | ● |                         | フリウリ＝ヴェネツィア・ジュリア州 | ウーディネ県         |
| 15     | タルチェント駅                         | 6.3          | 18.3         | ｜ | ｜ | ｜ | ● |                         | フリウリ＝ヴェネツィア・ジュリア州 | ウーディネ県         |
| 15     | アルテニャ駅                           | 3.8          | 22.1         | ｜ | ｜ | ｜ | ● |                         | フリウリ＝ヴェネツィア・ジュリア州 | ウーディネ県         |
| 15     | ジェモナ・デル・フリウリ駅             | 6.1          | 28.2         | ｜ | ｜ | ■  | ■ |                         | フリウリ＝ヴェネツィア・ジュリア州 | ウーディネ県         |
| 15     | ヴェンツォネ駅                         | 6.7          | 34.9         | ｜ | ｜ | ｜ | ● |                         | フリウリ＝ヴェネツィア・ジュリア州 | ウーディネ県         |
| 15     | カルニア駅                             | 4.8          | 39.7         | ｜ | ｜ | ■  | ■ |                         | フリウリ＝ヴェネツィア・ジュリア州 | ウーディネ県         |
| 15     | ポンテッバ駅                           | 22.9         | 62.6         | ｜ | ｜ | ■  | ■ |                         | フリウリ＝ヴェネツィア・ジュリア州 | ウーディネ県         |
| 15     | ウゴヴィッツァ・ヴァルブルナ駅         | 16.6         | 79.2         | ｜ | ｜ | ■  | ■ |                         | フリウリ＝ヴェネツィア・ジュリア州 | ウーディネ県         |
| 15     | タルヴィジオ・ボスコヴェルデ駅         | 9.6          | 88.8         | ■  | ■  | ■  | ■ |                         | フリウリ＝ヴェネツィア・ジュリア州 | ウーディネ県         |
| 670    | テアル・マグラーン駅                   | 6.4          | 95.2         | ｜ | ｜ |    | ■ |                         | ケルンテン州                       | フィラッハ＝ラント郡 |
| 670    | アーノルドシュタイン駅                 | 5.3          | 100.5        | ｜ | ｜ |    | ■ | オーストリア国鉄670号線 | ケルンテン州                       | フィラッハ＝ラント郡 |